# Barnitz (Käbschütztal)
Barnitz ist ein Ortsteil der sächsischen Gemeinde Käbschütztal im Landkreis Meißen.

## Geographie
Barnitz liegt südwestlich der Kreisstadt Meißen zwischen der Staatsstraße 85 im Westen und der Bundesstraße 101 im Osten. Über die Bundesstraße ist Barnitz an die Bundesautobahn 14 über die Anschlussstelle „Nossen-Ost“ angebunden. Vom Ort aus führen Straßen nach Porschnitz, Krögis und Nössige. Nachbarorte sind im Norden Porschnitz, im Nordosten Mauna, im Osten Krögis, im Süden Soppen und im Südwesten Schrebitz. Nordwestlich von Barnitz liegt Nössige. Mit Ausnahme von Schrebitz (Gemeinde Ketzerbachtal) sind alle umliegenden Orte Teile von Käbschütztal. Der von Norden her zufließende Barnitzbach versiegt in Barnitz wieder.

## Geschichte

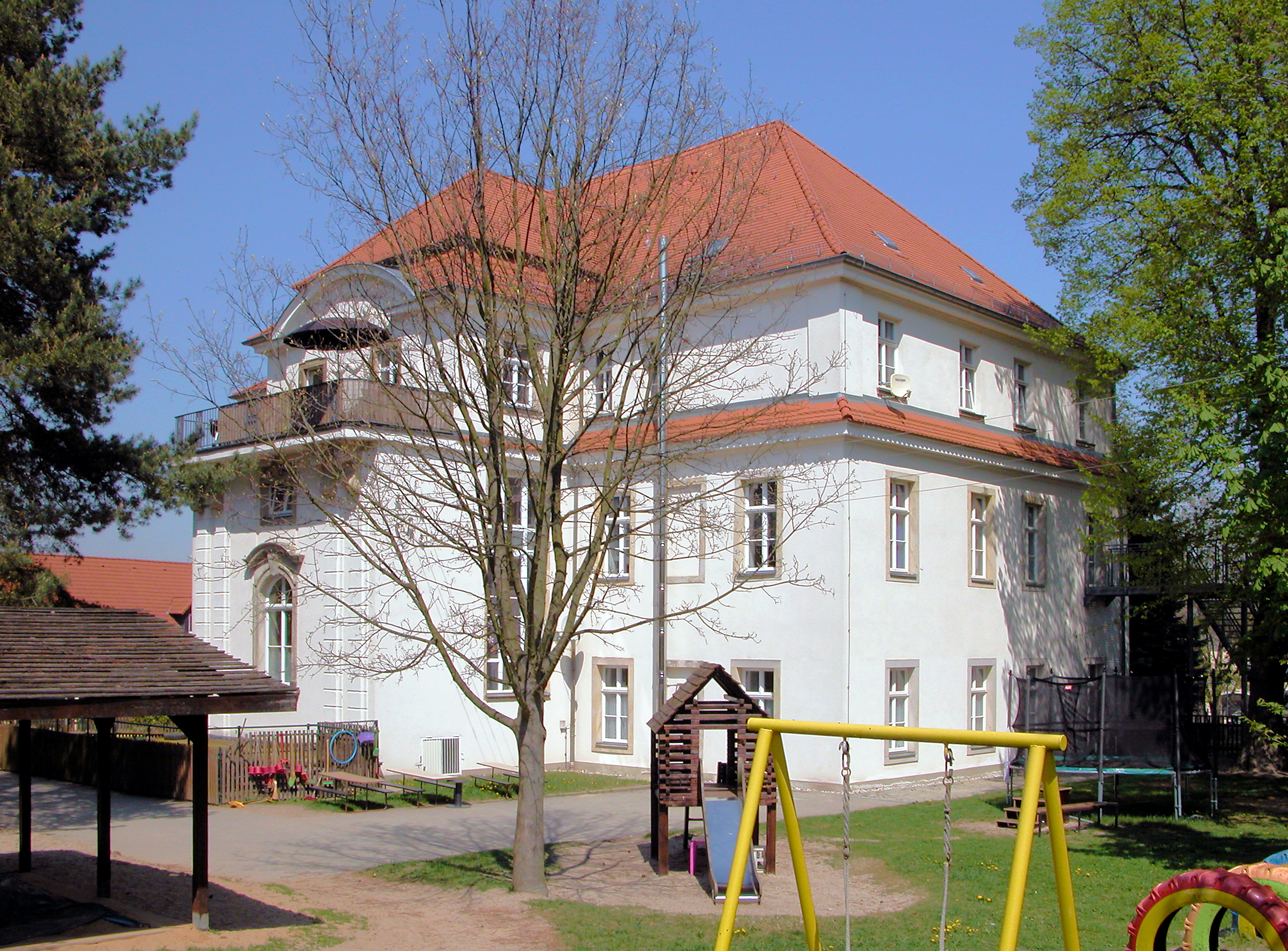
Kindergarten, ehemals Herrenhaus des Ritterguts

Im Jahr 1219 wurde ein Ortolfus de Burnewiz erwähnt. Die Zuweisung dieses Eintrages zum Ort Barnitz ist allerdings nicht restlos gesichert. Eine eindeutige Zuweisung der urkundlichen Ersterwähnung ist für das Jahr 1334 möglich. In diesem Jahr wird Burnewicz ersterwähnt. Der Ort war zum Castrum Meißen in der Markgrafschaft Meißen gehörig. Nachdem die Grundherrschaft 1551 noch dem Rittergut Graupzig zugeschrieben war, erwähnen die Urkunden ab 1696 ein eigenes Rittergut im Ort. Der Ort war damals dem Erbamt Meißen zugehörig. Im 17. Jahrhundert war die Schreibweise Bernitz für den Ortsnamen gebräuchlich. Von 1856 bis 1875 oblag die Verwaltung des Ortes dem Gerichtsamt Meißen, danach der gleichnamigen Amtshauptmannschaft im Königreich Sachsen.
Sehenswert ist das 1731 in Barnitz erbaute Rittergutsgebäude. Es wurde vom sächsischen Innenministerium in die Kulturdenkmalliste für Käbschütztal aufgenommen.
Die Gemarkung Barnitz war 1900 mit dem dazugehörigen Ortsteil Meschwitz 152 Hektar groß. 1925 waren von 176 Einwohnern 153 evangelisch-lutherischer Konfession und 22 katholisch. Eine Person gehörte keiner Konfession an. Barnitz war ins benachbarte Krögis gepfarrt und gehört heute zur örtlichen Kirchgemeinde. Die Eigenständigkeit verlor der Ort am 1. November 1935 mit der Eingemeindung nach Krögis. Nach dem Zweiten Weltkrieg war Barnitz zuerst Teil der sowjetischen Besatzungszone und später der DDR. Nach der Kreisreform 1956 gehörte der Ort zum Kreis Meißen im Bezirk Dresden. Nach Wende und Wiedervereinigung gehörte Barnitz zum neu gegründeten Freistaat Sachsen und verblieb vorerst im Landkreis Meißen. In der Kreisreform 1994 wurde der Ort Teil des neuen Landkreises Meißen. Im selben Jahr schlossen sich die drei Gemeinden Krögis, Jahna-Löthain und Planitz-Deila zur neuen Großgemeinde Käbschütztal mit 37 Ortsteilen zusammen.
Am 1. August 2008 fusionierten die beiden Nachbarkreise Meißen und Riesa-Großenhain im Zuge der zweiten Kreisreform in Sachsen zum dritten Landkreis Meißen. 
Barnitz besitzt mit über 100 Stück pro Quadratkilometer statistisch die größte Dichte an runden Swimming Pools im Landkreis Meißen (1,1 per Hektar).

### Entwicklung der Einwohnerzahl
| Jahr | Einwohnerzahl                           |
| ---- | --------------------------------------- |
| 1551 | 4 besessene Mann, 1 Gärtner, 8 Inwohner |
| 1764 | 3 besessene Mann, 6 Häusler             |
| 1834 | 157                                     |
| 1871 | 170                                     |
| 1890 | 127                                     |
| 1910 | 158                                     |
| 1925 | 176                                     |